# Knights and Merchants: The Peasants Rebellion
Knights and Merchants: The Peasants Rebellion (abreviado TPR) es un videojuego de estrategia en tiempo real desarrollado por ZUXXEZ Entertainment AG en 1999 para Microsoft Windows. El escenario está inspirado en el periodo anglosajón, cerca del año 1000 a. C. Juegas el papel del capitán de la guardia de palacio, cuyo objetivo es recuperar todas las provincias perdidas que una vez pertenecieron a tu Rey.

## Argumento
Los nobles se han rebelado e independizado del rey, y el jugador debe recuperar los territorios del Rey Karolus y edificar en ellas una dinastía que perdure por siglos.

## Personajes
El jugador, el Rey Karolus y los rebeldes, liderados por el primogénito del Rey Karolus.

## Tecnología
El avance en tecnología del juego es simple y directo, y la mayoría de nuevas tecnologías se obtienen al término de la construcción de determinados edificios. Al principio solo se puede construir una escuela (School House) que permite formar trabajadores. La inteligencia artificial siempre comienza con una ventaja tecnológica ante el jugador, que les permite estar a un nivel superior.

## Economía
La economía de Knights and Merchants es compleja por la variedad de los recursos del juego, que van desde la madera y la piedra hasta embutidos y vino. Muchos de los recursos deben ser transportados a otros edificios para ser trabajados (ahí se presenta el desafío de elegir la colocación e interconexión por caminos).
Los ciudadanos de Knights and Merchants de vez en cuando tienen hambre, desde los trabajadores hasta los agricultores o los soldados. Esto crea una dinámica difícil para el jugador (entre la gestión de combate, la recolección de recursos, construcción de la ciudad, así como asegurarse de que existe un suministro estable de alimentos en todas las unidades). A diferencia de otros juegos RTS, Knights and Merchants carece de un límite de unidades, aunque el tamaño limitado del mapa y el hambre ayudan a limitar el número de unidades del jugador.

## Unidades
| Nombre                                | Puesto |
| ------------------------------------- | --- |
| Serf (siervo)                         | Entrega de mercancías |
| Laborer (obrero)                      | Construcción y reparación |
| Stonemason (albañil)                  | Quarry (cantera) |
| Woodcutter (leñador)                  | Woodcutter's (cabaña de leñador) |
| Carpenter (carpintero)                | Sawmill (aserradero), Weapons Workshop (taller de armas), Armory Workshop (taller de armaduras), Vehicles Workshop (taller de vehículos) |
| Farmer (granjero)                     | Farm (granja), Vineyard (viñedo) |
| Fisherman (pescador)                  | Fisherman's Hut (cabaña de pescador) |
| Baker (panadero)                      | Mill (molino de trigo), Bakery (panadería)                                                                                               |
| Animal Breeder (cuidador de animales) | Swine Farm (granja porcina), Stables (establos)                                                                                          |
| Butcher (carnicero)                   | Tannery (tenería), Butcher's (carnicería)                                                                                                |
| Miner (minero)                        | Gold Mine (mina de oro), Coal Mine (mina de carbón), Iron Mine (mina de hierro)                                                          |
| Metalurgist (metalúrgico)             | Metalurgist's (taller de metalurgia), Iron Smithy (herrería de acero)                                                                    |
| Blacksmith (herrero)                  | Weapons Smithy (herrería de armas), Armor Smithy (herrería de armaduras)                                                                 |
| Recruit (recluta)                     | Barracks (barracones), Watchtower (torre de vigilancia)                                                                                  |

| Nombre      | Ataque | Defensa | Especial                                | Requerimientos                                |
| ----------- | ------ | ------- | --------------------------------------- | --------------------------------------------- |
| Rogue       | 35%    | 25%     | A distancia, reduce velocidad de ataque | Oro x2 (Townhall)                             |
| Bowman      | 35%    | 50%     | A distancia                             | Longbow, Leather Armor, 1 Recruit (Barracks)  |
| Crossbowman | 100%   | 70%     | A distancia, reduce velocidad de ataque | Crossbow, Iron Armament, 1 Recruit (Barracks) |